# Microtis alba
Microtis alba är en orkidéart som beskrevs av Robert Brown. Microtis alba ingår i släktet Microtis och familjen orkidéer. Inga underarter finns listade i Catalogue of Life.